# Tourisme dentaire

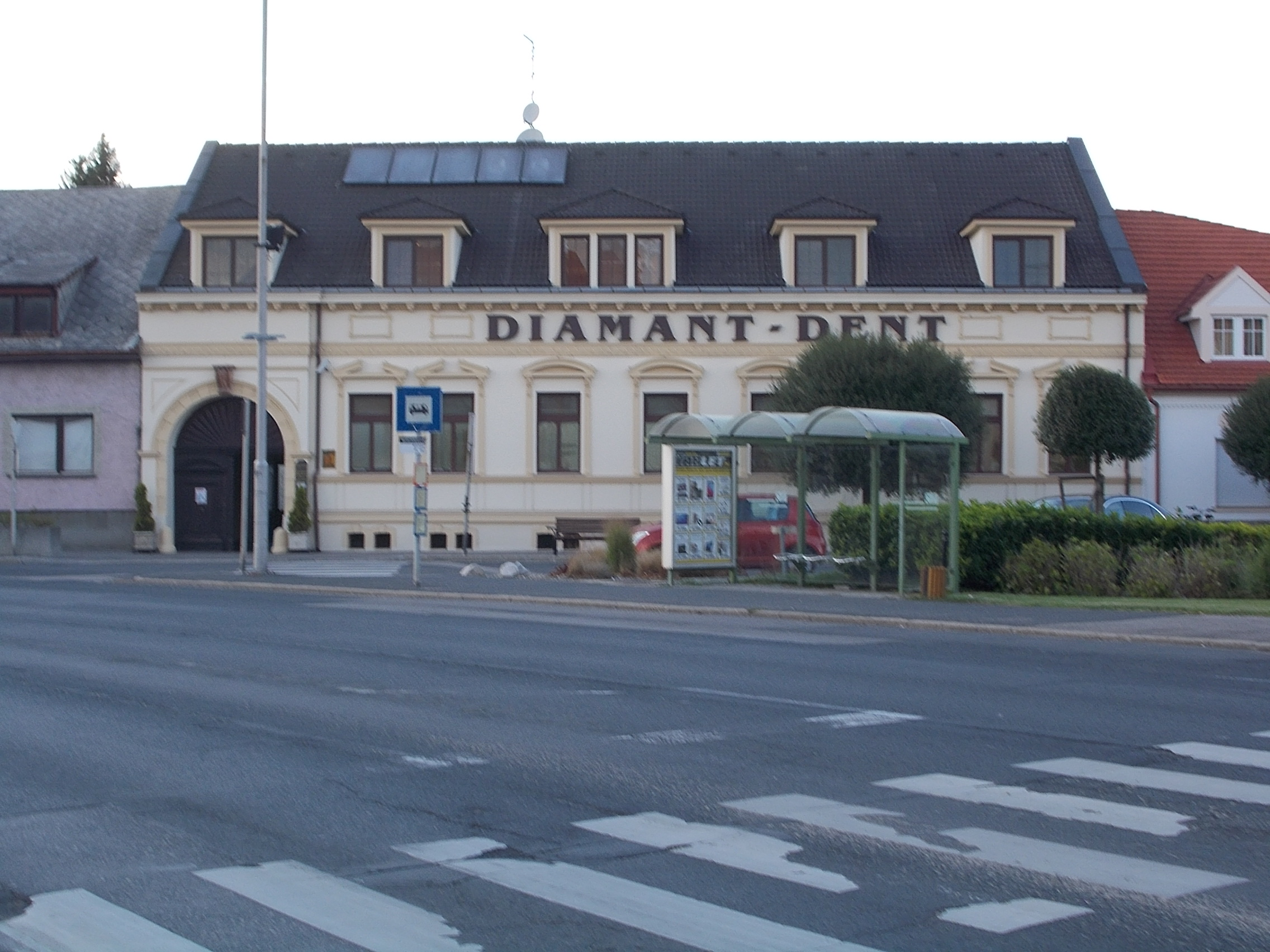
Clinique dentaire Diamond Dent. Le tourisme dentaire est important à Mosonmagyaróvár. Plus de 300 dentistes, l'un des taux les plus élevés par habitant local

Le tourisme dentaire est une sous partie du tourisme médical qui s'intéresse uniquement aux soins dentaires. Ce type de tourisme s'est développé en Europe depuis le milieu des années 1990. Les soins dentaires concernés sont principalement les implants dentaires et les prothèses, pour des questions de prix final. La Hongrie est le premier pays recevant du tourisme dentaire en Europe. 

## Description de ce phénomène
La raison qui explique l’existence de ce phénomène est la différence de prix entre les différents pays. En effet, la différence de tarif attire de très nombreux patients à l'étranger. Il est actuellement possible de faire soigner sa dentition à l'étranger en bénéficiant d'un remboursement dans son pays d'origine.
Les patients se rendent alors parfois en Europe de l'Est pour recevoir des soins dentaires à un prix plus bas.

## Facteurs favorisants
Les facteurs favorisant ce phénomène sont :
- Les vols en avion low-cost qui permettent de rendre le coût du voyage négligeable par rapport à la potentielle économie réalisée[6],
- Le possible remboursement[4] des soins dentaires par le pays d'origine du patient[7] à condition que ces soins soient effectués au sein de l'Union européenne[4].

## Chiffres
Déjà plus de 600 000 patients étrangers ont bénéficié de soins dentaires en Hongrie, qui est la première destination du tourisme dentaire.
Chaque année, ce sont environ 2 500 patients français qui partent se faire soigner dans un autre pays d'Europe, ce chiffre est le chiffre officiel calculé par la caisse d'assurance maladie qui reçoit les dossiers de demande de remboursement des patients partis à l'étranger.

## Cadre légal
Comme pour tout soin médical à l'étranger, le tourisme dentaire est couvert par la directive européenne 2011/24/EU.
Cette directive stipule entre-autres qu'un patient a le droit de se faire soigner, dans le cadre de l'urgence, dans un autre pays de l'Union européenne et que ce patient a, dans ce cadre-là, le droit de demander le remboursement de ce soin effectué à l'étranger par l'organisme de sécurité sociale de son pays d'origine. En l'absence de contrôle strict par la sécurité sociale, et à l'heure actuelle, les soins hors urgence seront donc remboursés par la CPAM dans la plupart des cas.

## Comparaison des prix des soins dentaires en Europe
Prix moyen des implants dentaires :
- Roumanie : 450 €
- Bulgarie : 550 €
- Macédoine du Nord : 550 €
- Turquie : 550 €
- Hongrie : 600 €
- Portugal : 600 €
- Croatie : 700 €
- Espagne : 700 €
- France : 750 €
- Belgique : 800 €

### Causes expliquant la différence de prix
La différence de prix entre les différents pays européens s'explique par la différence du coût de la main d’œuvre, le choix de matériaux parfois moins éprouvés et/ou qualitatifs et une fiscalité différente selon les pays.
|                             | France           | Roumanie         |
| --------------------------- | ---------------- | ---------------- |
| Implant dentaire            | 1000 €           | 450 €            |
| Dévitalisation 3 canaux     | 100 €            | 250 €            |
| Salaire moyen d'un dentiste | 7 700 € par mois | 2 750 € par mois |
| Impôt sur les sociétés      | 28 %             | 16 %             |

## Destinations
Les pays de destination pour les soins dentaires en Europe sont principalement la Hongrie, l'Espagne, la Roumanie, la Tchéquie et la Macédoine du Nord,, la Hongrie étant le pays leader dans ce secteur depuis 2018.
En dehors de l'Union européenne, une autre destination possible est le Maroc.

## Critiques
Les principales critiques du tourisme dentaire viennent, généralement à juste titre, des acteurs de soin dentaire dans les pays d'origine des patients.
Les raisons des critiques évoquées sont : la rapidité des soins n'étant pas en adéquation avec les temps de cicatrisation généralement conseillés de l'os et des tissus mous,  le manque de suivi lié à l'éloignement géographique et le manque de regard possible sur la qualité des matériaux utilisés. 
Toutefois, ces mêmes critiques peuvent être opposées aux acteurs des soins dentaires "low-cost" dans ces mêmes pays d'origine, comme le montre le scandale dentaire des cabinets Dentexia,.